# Metaxycera amazona
Metaxycera amazona es una especie de insecto coleóptero de la familia Chrysomelidae.
Fue descrita científicamente en 1864 por Baly.